# Stockdorf
Stockdorf est un quartier (Ortsteil) de la commune allemande de Gauting, située dans l'arrondissement de Starnberg en Haute-Bavière.
Avec près de 4 000 habitants, Stockdorf est le quartier le plus important de la commune qui est composée de huit quartiers (Ortsteile).